# Happy (píseň, The Rolling Stones)
Happy / All Down The Line je druhým singlem k albu Exile On Main Street rockové skupiny The Rolling Stones vydaným pouze v USA, Japonsku a Austrálii. Obě písně byly natočeny během let 1970 – 1971 ve studiích London Sound a Trident Studios v Londýně, Sunset Sound v Los Angeles a v suterénu vily ve francouzském městečku Villefranche-sur-Mer, rané verze písně All Down The Line pocházejí již z roku 1969 při nahrávání alba Let It Bleed. Singl vyšel 15. července 1972 a v USA dosáhl na 22. příčku. Obě písně vyšly na albu Exile On Main Street, All Down The Line s odlišnou mixáží. Autory skladeb jsou Mick Jagger a Keith Richard.
základní informace:
A strana
"Happy" (Jagger / Richard) – 3:00
B strana
"All Down The Line (single version)" (Jagger / Richard) – 3:58